# Teizo Takeuchi
Teizo Takeuchi (竹内 悌三, Takeuchi Teizo, Tokio, 6 november 1908 – Oblast Amoer, 12 april 1946) was een Japans voetballer die als verdediger speelde.

## Japans voetbalelftal
Teizo Takeuchi maakte op 25 mei 1930 zijn debuut in het Japans voetbalelftal tijdens een Spelen van het Verre Oosten tegen Filipijnen. Teizo Takeuchi debuteerde in 1930 in het Japans nationaal elftal en speelde 4 interlands.

## Statistieken
| Japans voetbalelftal | Japans voetbalelftal | Japans voetbalelftal |
| Jaar                 | Wed.                 | Dlp.                 |
| -------------------- | -------------------- | -------------------- |
| 1930                 | 2                    | 0                    |
| 1931                 | 0                    | 0                    |
| 1932                 | 0                    | 0                    |
| 1933                 | 0                    | 0                    |
| 1934                 | 0                    | 0                    |
| 1935                 | 0                    | 0                    |
| 1936                 | 2                    | 0                    |
| Totaal               | 4                    | 0                    |